# Роковое влечение
«Роковое влечение» (англ. Fatal Attraction) — американский психологический триллер режиссёра Эдриана Лайна, вышедший на экраны в 1987 году. Сюжет ленты основан на короткометражном фильме Джеймса Дирдена.

## Сюжет
Жизнь адвоката Дэна Галлахера с молодой женой Бэт и пятилетней дочерью Эллен была счастливой до того дня, когда Бэт с дочерью отправились за город к родителям. Почувствовав мимолётное влечение к Алекс Форрест — новой сотруднице обслуживаемой им фирмы, он был польщён её взаимностью и провёл с ней несколько часов сначала в своём доме, а затем уже на квартире любовницы. К исходу второго дня Дэн хотел вернуться к своей семье, но оказалось, что он зажат мёртвой хваткой настоящей маньячки. Когда Дэну всё же удалось вырваться от Алекс к себе домой, его жизнь превратилась в настоящий кошмар.

## В ролях
| Актёр                  | Роль            |
| ---------------------- | --------------- |
| Майкл Дуглас           | Дэн Галлахер    |
| Гленн Клоуз            | Алекс Форрест   |
| Энн Арчер              | Бэт Галлахер    |
| Эллен Гамильтон Латцен | Эллен Галлахер  |
| Стюарт Пэнкин          | Джимми          |
| Эллен Фоли             | Хильди          |
| Фред Гвинн             | Артур           |
| Мег Манди              | Джоан Роджерсон |
| Джейн Краковски        | сиделка         |

## Награды и номинации
- 1987 — попадание в десятку лучших фильмов года по версии Национального совета кинокритиков США.
- 1988 — 6 номинаций на премию «Оскар»: лучший фильм (Стэнли Р. Джаффе, Шерри Лансинг), лучшая женская роль (Гленн Клоуз), лучшая женская роль второго плана (Энн Арчер), лучший режиссёр (Эдриан Лайн), лучший адаптированный сценарий (Джеймс Дирден), лучший монтаж (Майкл Кан, Питер Бергер).
- 1988 — 4 номинации на премию «Золотой глобус»: лучший фильм (драма), лучшая женская роль в драматическом фильме (Гленн Клоуз), лучшая женская роль второго плана (Энн Арчер), лучший режиссёр (Эдриан Лайн).
- 1988 — номинация на премию «Сатурн» за лучший сценарий (Джеймс Дирден).
- 1988 — номинация на премию Гильдии режиссёров США за лучшую режиссуру художественного фильма (Эдриан Лайн).
- 1988 — номинация на премию Гильдии сценаристов США за лучший адаптированный сценарий (Джеймс Дирден).
- 1988 — две номинации на премию «Давид ди Донателло»: лучший зарубежный актёр (Майкл Дуглас), лучшая зарубежная актриса (Гленн Клоуз).
- 1989 — премия BAFTA за лучший монтаж (Майкл Кан, Питер Бергер), а также две номинации: лучшая мужская роль (Майкл Дуглас), лучшая женская роль второго плана (Энн Арчер).
- 1989 — номинация на премию Японской киноакадемии за лучший фильм на иностранном языке.
- 1989 — номинация на премию «Грэмми» за лучший альбом оригинальной инструментальной музыки, написанной для кино или телевидения (Морис Жарр).